# Телмисса
Телмисса (лат. Telmissa; от др.-греч. τέλμᾰ, telma — болото) — род травянистых растений семейства Толстянковые (Crassulaceae). Включает единственный вид — Телмисса мелкоплодная (Telmissa microcarpa).

## Распространение и экология
Восточно-средиземноморский эндемик. Распространён в Юго-Западной Азии (Турция: Южная и Восточная Анатолия (Месопотамия); остров Кипр, западная Сирия, Сирийская пустыня; Ирак). Произрастает на сухих известняковых холмах, во временных весенних лужах, в западинках и трещинах скал, увлажняющихся зимними дождями; в предгорьях от 100 до 600 м высотой.

## Ботаническое описание
Мелкие голые прямостоячие однолетники, эфемеры. Стебли обычно простые, 5—12 см высотой, толстоватые. Листья стеблевые, линейные, полувальковатые, 4—10 мм, тупые на верхушке, сидячие, очерёдные.
Соцветие — верхушечный, рыхлый 2-4 ветвистый, дихазий-плейохазий, каждый завиток которого 8—20 цветковый, колосовидный. Цветки 3—5-мерные, гаплостемные, мелкие, сидячие. Чашелистики 0,3—0,5 мм длиной, яйцевидные, тупые. Лепестки около 1 мм длиной, свободные, продолговатые, розовато-белые. Тычинок 3—5, супротивные чашелистикам; нектарные чешуйки в числе 3—5, булавовидно-нитевидные. Листовки около 1,5 мм длиной, свободные, гранисто-призматические, бугорчато-точечные, свободные до основания, односемянные. Семена около 1 мм длиной, буроватые. Цветение в марте—мае, плодоношение в апреле—июне.

### Родство
Близок к роду Очиток (Sedum), от которого отличается в основном односемянными, свободными, гранисто-призматическими листовками и 3—5-мерными, гаплостемными цветками.

## Синонимы
Рода
- Sedum sect. Telmissa (Fenzl) Schönland (1891)
- Sedum subg. Telmissa (Fenzl) H.Ohba (1978)
- Sedum ser. Telmissa (Fenzl) 't Hart & Alpınar (1996)

Вида
- Crassula microcarpa Sm. (1806)basionym
- Sedum microcarpum (Sm.) Schönland (1890) — Очиток мелкоплодный
- Telmissa sedoides Fenzl (1842)